# M3 motorway (Irland)
Der M3 motorway (englisch für „Autobahn M3“, irisch Mótarbhealach M3) ist eine 47,9 km lange, abschnittsweise mautpflichtige hochrangige Straßenverbindung in der Republik Irland, die vom Dubliner Autobahnring M50 motorway über ein 4,5 km langes Verbindungsstück der Nationalstraße N3 nach Nordwesten Richtung Cavan und Belturbet führt; die N3 überschreitet in ihrem späteren Verlauf die Grenze zu Nordirland in Richtung Enniskillen.